# Souleymane Coulibaly (Fußballspieler, 1988)
Souleymane Coulibaly (* 1988 in Bamako) ist ein malischer Fußballspieler. 

## Karriere
Souleymane Coulibaly stand 2012 beim Rayong United FC unter Vertrag. Wo er vorher gespielt hat, ist unbekannt. Der Verein aus Rayong spielte in der dritten Liga, der damaligen Regional League Division 2. Hier trat Rayong in der Bangkok Region an. Am Ende der Saison wurde er mit Rayong Vizemeister und stieg in die zweite Liga auf. Nach dem Aufstieg wechselte er zum Zweitligisten Navy FC ins nahegelegene Sattahip. Nach einer Saison wechselte er Anfang 2014 zum Ligakonkurrenten BBCU FC nach Bangkok. Udon Thani FC, ein Drittligist aus Udon Thani, nahm ihn die Saison 2015 unter Vertrag. Anfang 2016 verließ er Thailand und ging nach Laos. Hier verpflichtete ihn Savan United. 2017 kehrte er nach Thailand zurück. Hier schloss er sich dem Pattani FC an. Der Verein aus Pattani spielte in der vierten Liga, der Thai League 4. Pattani spielte in der Southern Region. Nach der Hinserie ging er das zweite Halbjahr wieder nach Laos. Hier spielte er für TIP Savan. Der thailändische Viertligist Nakhon Nayok FC aus Nakhon Nayok nahm ihn die Saison 2018 unter Vertrag. Mit Nakhon Nayok spielte er in der Eastern Region. Nach Kambodscha zog es ihn 2019, wo ihn der Kirivong Sok Sen Chey unter Vertrag nahm. Mit dem Verein aus der Provinz Takeo spielte er in der ersten Liga, der Cambodian League. 2020 ging er wieder nach Laos, wo ihn Master 7 FC aus der laotischen Hauptstadt Vientiane unter Vertrag nahm. Mit Master 7 wurde er Vizemeister der Liga. 2020 absolvierte er für den Klub zwölf Erstligaspiele und schoss dabei drei Tore. Die Saison 2021 stand er beim Young Elephants FC in Vientiane unter Vertrag. Für den Erstligisten absolvierte er ein Ligaspiel. Im Januar 2022 schloss er sich seinem ehemaligen Verein Master 7 FC an. Am Ende der Saison, in der er elf Ligaspiele bestritt, wurde er zum zweiten Mal Vizemeister. Am Saisonende wurde sein Vertrag nicht verlängert.

## Erfolge
Rayong United FC
- Regional League Division 2 – Bangkok: 2012 (Vizemeister)  ▲

Master 7 FC
- Laotischer Vizemeister: 2020, 2022